# Guerre de l'Eelam II
Guerre civile du Sri Lanka
Batailles
Bataille de Kokavil
Opération Balavegaya
Bataille d'Elephant Pass (1991)
Bataille de Pooneryn
La Guerre de l'Eelam II est le nom donné à la deuxième phase du conflit armé de la guerre civile du Sri Lanka, entre l'armée sri-lankaise et les séparatistes Tigres tamouls.
Cette deuxième guerre a commencé après l'échec des pourparlers de paix entre le gouvernement du président Ranasinghe Premadasa et les Tigres tamouls. Cette phase de la guerre a été lancée par les LTTE qui ont tué plus de 700 policiers cinghalais après leur avoir ordonné par le gouvernement Premadasa de se rendre aux LTTE. La trêve a été rompue le 10 juin 1990 lorsque les LTTE ont expulsé les 28 000 musulmans résidant à Jaffna.
Cette phase sera marquée par la première bataille d'Elephant Pass, un point géo-stratégique majeur dans la guerre civile, et qui sera la cible répété des Tigres tamouls jusqu'à sa capture en 2002; et par l'attentat réussi des Tigres tamouls qui tuera le président Ranasinghe Premadasa le 1er mai 1993.